# Comité français d’optique
Le Comité français d’optique a été créée le 21 janvier 1949 et représente la France à la Commission internationale d'optique. Depuis la création de la Société française d’optique en 1983, le CFO est constitué par le conseil d'administration de la SFO. Le CFO nomme deux membres au Comité français de physique qui représente la France à l'Union internationale de physique pure et appliquée.

## Liste des présidents du CFO
- Jean Cabannes (1949-1953)
- Gustave Yvon (1953-1958)
- Alfred Kastler (1958-1972)
- Maurice Françon (1972-1978)
- M. Badoz (1978-1982)
- Jean Bulabois (1982-1985)
- Patrick Bozec (1985-1987)
- Jean-Paul Christy (1987-1989)
- Christian Imbert (1989-1991)
- Hervé Arditty (1991-1993)
- Serge Huard (1993-1995)
- Jean-Claude Fontanella (1995-1997)
- Jean-Michel Maisonneuve (1997-1999)
- Jean-Michel Jonathan (1999-2001)
- Daniel Dolfi (2001-2003)
- Philippe Réfrégier (2003-2005)
- Hervé Lefevre (2005-2007)